# Novella
Novella (korziško Nuvella) je naselje in občina v francoskem departmaju Haute-Corse regije - otoka Korzika. Leta 2011 je naselje imelo 91 prebivalcev.

## Geografija
Kraj leži v severozahodnem delu otoka Korzike 63 km jugozahodno od središča Bastie.

## Uprava
Občina Novella skupaj s sosednjimi občinami Algajola, Aregno, Avapessa, Belgodère, Cateri, Costa, Feliceto, Lavatoggio, Mausoléo, Muro, Nessa, Occhiatana, Olmi-Cappella, Palasca, Pioggiola, Speloncato, Vallica in Ville-di-Paraso sestavlja kanton Belgodère s sedežem v Belgodèru. Kanton je sestavni del okrožja Calvi.

## Zanimivosti
- baročna cerkev sv. Križa iz druge polovice 19. stoletja,
- kapela sv. Mihaela iz 13. stoletja,
- spomenik mrtvim,
- Cruschini, nekdanja vas z ruševinami cerkve sv. Kozme in Damijana.

- Cerkev sv. Križa
- notranjost
- zvonik
- apsida